# Albero

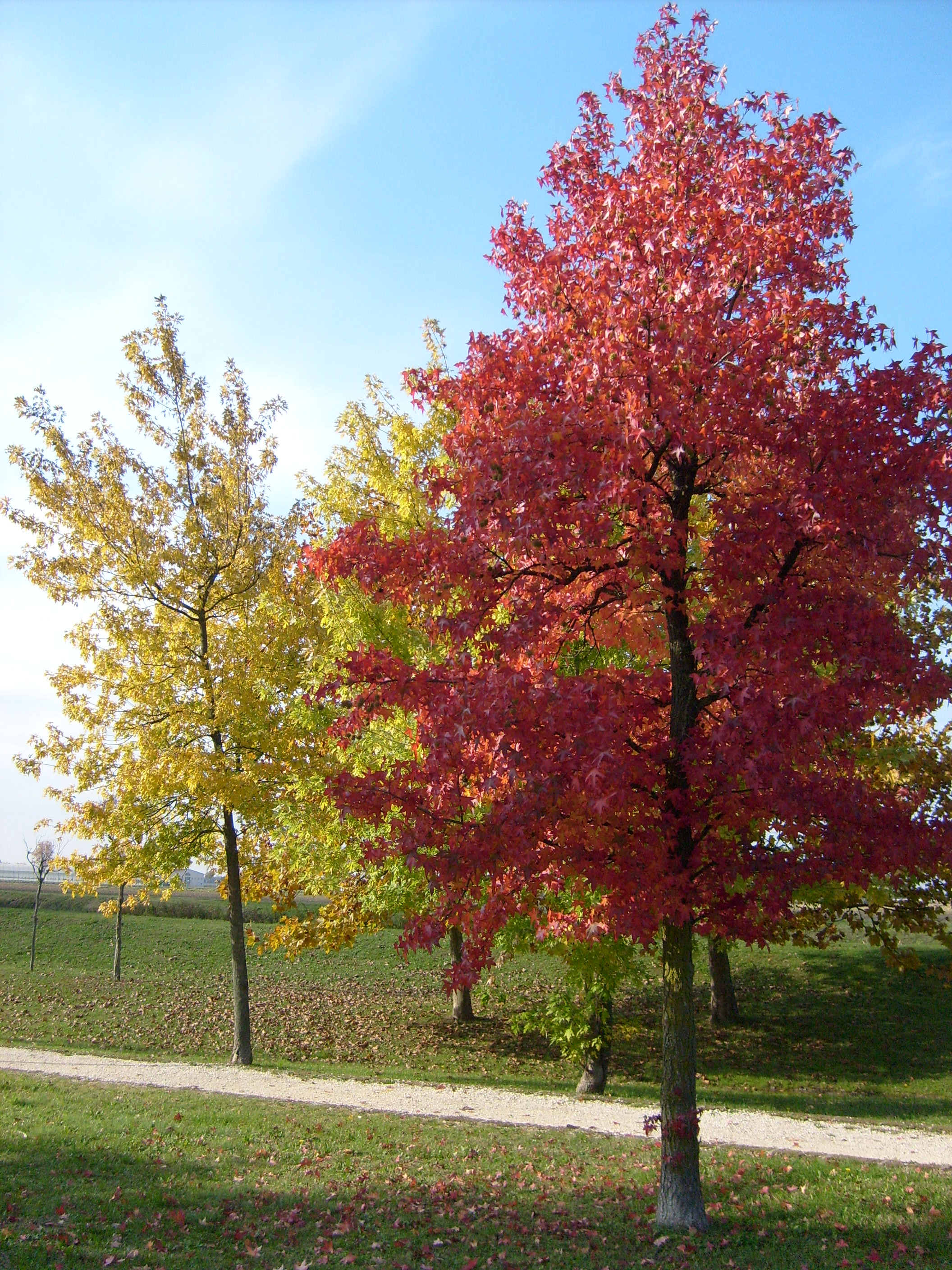
Autunno in un parco

Un albero (dal latino arbor) è una pianta legnosa perenne, capace di svilupparsi in altezza grazie ad un fusto legnoso, detto "tronco", che di solito inizia a ramificarsi a qualche metro dal suolo.  L'insieme dei rami e delle foglie determina la chioma che può avere forme diverse a seconda delle specie e delle condizioni ambientali.

## Caratteristiche
L'albero si distingue dall'arbusto non per le sue dimensioni, ma perché allo stato adulto ha un fusto perenne, il tronco, con ramificazioni nella parte superiore. 
Il fusto dev'essere nettamente identificabile e privo per un primo tratto di rami: esistono ad esempio dei salici, alberi a tutti gli effetti, con portamento strisciante e alti solo pochi centimetri.
Questa corretta definizione botanica viene tuttavia a volte disattesa qualora si parli di alberi riferendosi ai loro possibili usi commerciali: in questo caso a volte vengono fissate delle altezze minime per la definizione di albero (es. 5 m di altezza per alcune norme FAO).
Il tronco è formato internamente da più strati: la parte più esterna costituisce la corteccia, il secondo strato è chiamato libro, il terzo è il cambio; infine il cilindro centrale che è formato dal legno.
Ogni albero ha la sua sagoma caratteristica che gli deriva dalla conformazione del tronco (sviluppo in altezza e diametro) e dall'insieme delle ramificazioni. Quest'ultime possono essere monopodiali o simpodiali.
L'albero con la più grande circonferenza del tronco è il baobab: anche oltre 40 m di circonferenza. 
La chioma dell'albero è costituita dalle foglie e dai rami o branche.
Può essere: 
- Piramidale (ginepro comune)
- Colonnare (cipresso)
- Globosa (cotogno)
- A ombrello (carrubo)

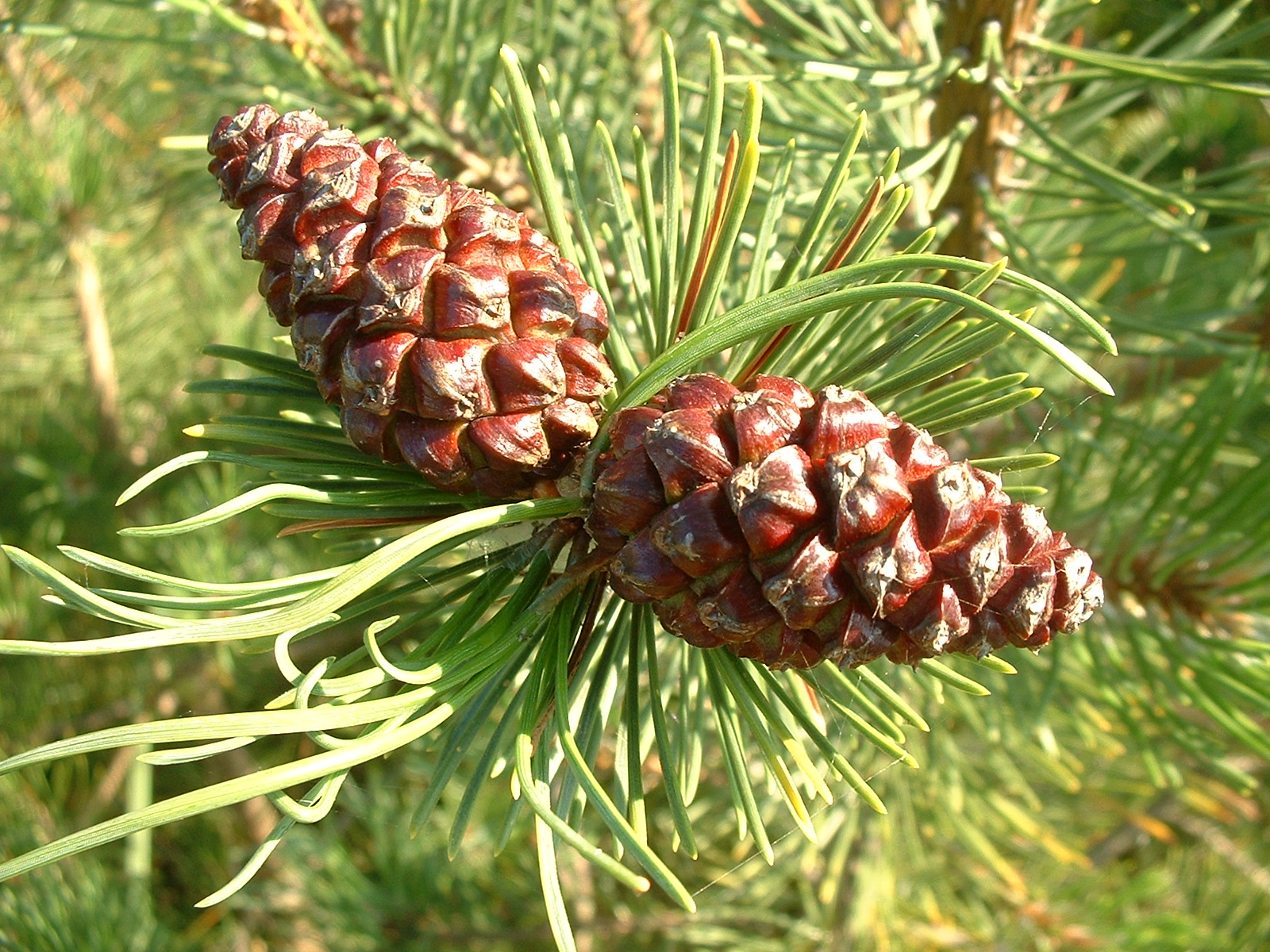
Le foglie aghiformi del pino

A seconda della forma delle foglie si possono distinguere due categorie di alberi, aghifoglie e latifoglie. A seconda del ciclo vitale delle foglie si possono distinguere altre due categorie di alberi, sempreverdi e caducifoglie.
Gli alberi possono vivere isolati o associati, formando raggruppamenti di un'unica specie (come un querceto da sughero) o di specie diverse (bosco o macchia). Poiché le radici sono molto lontane dalle foglie, gli alberi sono molto esigenti dal punto di vista climatico: non possono vivere nelle zone desertiche, subartiche e sui monti oltre una determinata altitudine, dove sono generalmente sostituiti da arbusti.
Gli alberi possono essere suddivisi in altre due categorie:
- Forestali, che comprendono i boschivi e quelli coltivati per usarne il legno.
- Fruttiferi, coltivati per frutti eduli.

Esempi di alberi sono: il carrubo Ceratonia siliqua, il bagolaro celtis australis, il siliquastro Cercis siliquastrum, il sorbo domestico sorbus domestica, il pistacchio pistacia vera, il gelso morus alba, il cotogno Cydonia oblonga, l'azzerruolo Crataegus azarolus o il nespolo comune Mespilus germanica.
Il legno degli alberi è una fonte energetica (combustione diretta e carbone di legna) e un materiale da costruzione (intere abitazioni, travature, navi, mobili, oggetti d'uso comune ed artistici). Sempre dagli alberi, spesso coltivati allo scopo, si ricava cellulosa per la produzione della carta.

### Alberi monumentali
Gli esemplari di alberi con caratteristiche storiche, paesaggistiche, e di dimensioni ragguardevoli vengono definiti alberi monumentali, che in alcune nazioni vengono censiti e protetti. In Italia è disciplinato dalla legge 10/2013.
Secondo le stime del Corpo Forestale, sono circa 22 000 gli alberi monumentali d'Italia, da querce millenarie al più antico platano. Tra questi, più di 2 000 sono stati dichiarati di “grande interesse” e 150 di “eccezionale valore storico o monumentale”.

### Alberi habitat
Gli alberi habitat sono invece esemplari con valenze ecologiche particolari soprattutto in funzione della biodiversità.

## Gli alberi nella cultura

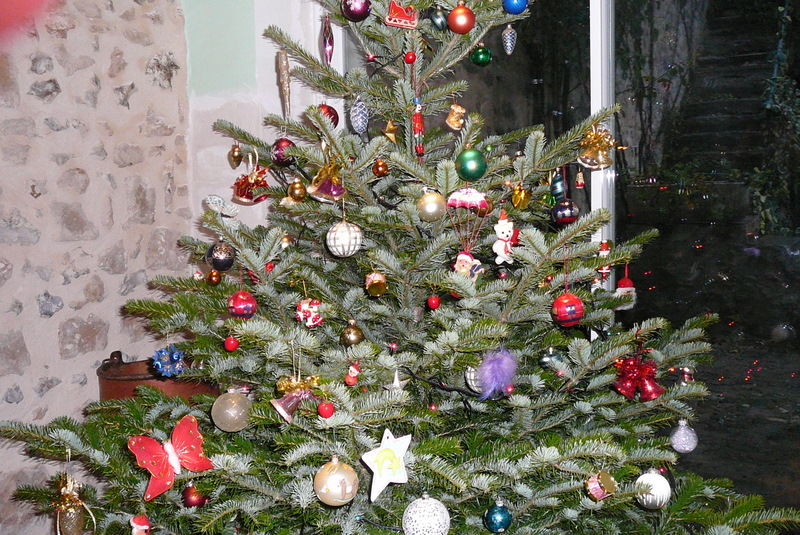
Un albero di Natale, allegoria dell'albero del mondo

Sin dall'antichità, gli alberi venivano venerati per la loro funzione di tramite, di collegamento tra la dimensione celeste e quella terrena sublunare, se non adorati come vere e proprie divinità. Nell'albero poteva infatti dimorare un'entità o uno spirito, conosciuto nella cultura indiana come Deva.
In Occidente alcuni alberi potevano assurgere a simbolo dell'axis mundi, ossia dell'asse portante del mondo. Tali erano ad esempio l'Yggdrasill della mitologia norrena, l'Irminsul presso i Sassoni, o il noce di Benevento presso i Longobardi stanziati in Italia. Nella Bibbia la simbologia dell'albero è presente in quello della vita e della conoscenza del bene e del male a cui attinsero Adamo ed Eva, capace di farli «diventare simili a Dio», a prezzo però della perdita della loro innocenza originaria.
Dall'Albero del Paradiso discenderebbe la tradizione dell'albero di Natale, adornato con i simboli cosmici del Sole, della Luna, dei pianeti e delle stelle, mescolato con la mitologia dell'abete sacro a Odino, potente dio dei Germani.

## Galleria d'immagini

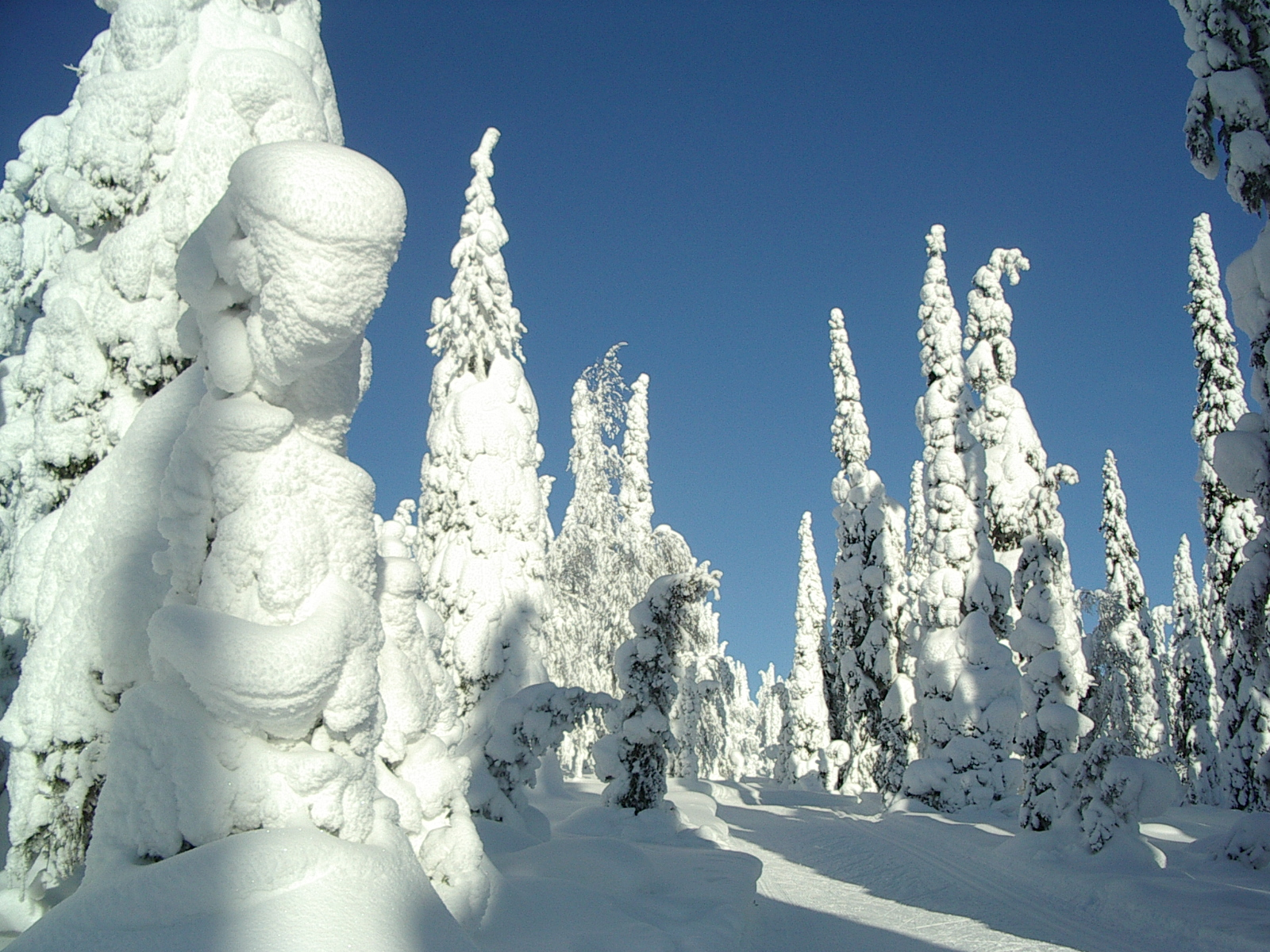
Alberi di bassa altezza, più precisamente un gruppo di abeti innevati
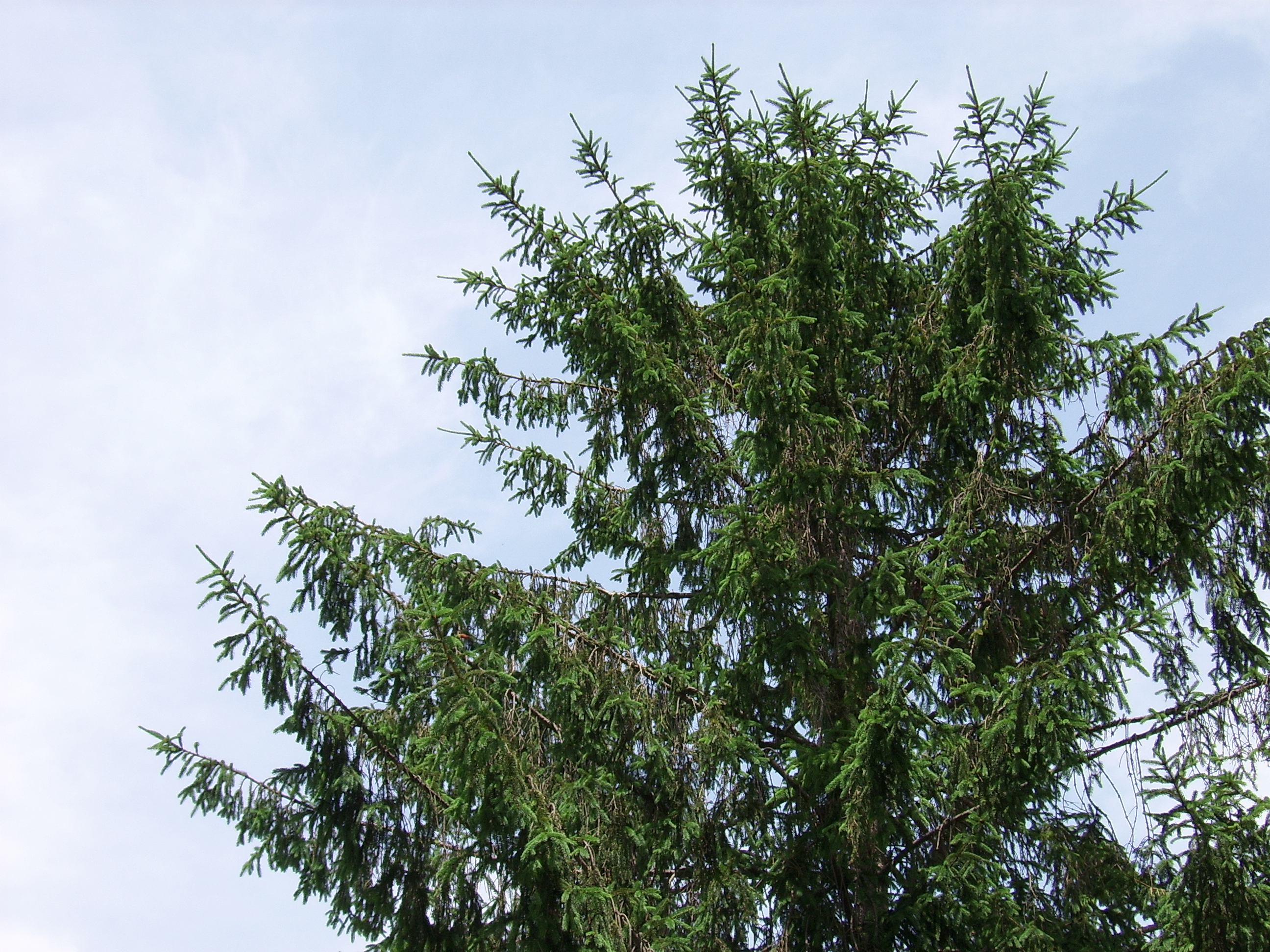
Un albero di media altezza
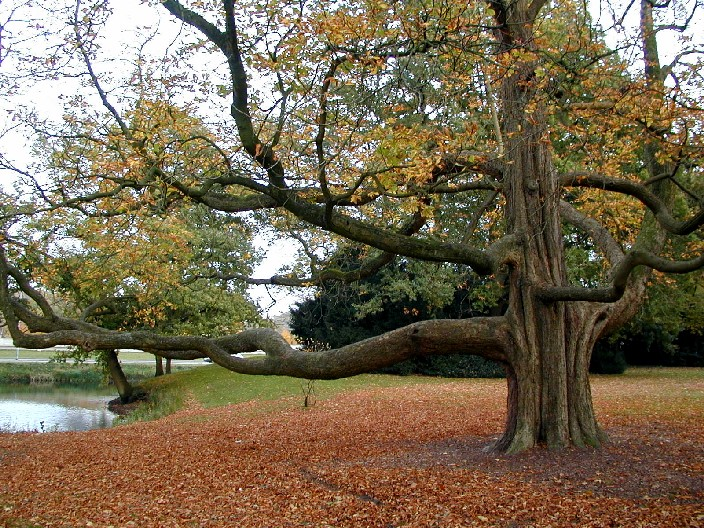
Un albero molto caratteristico
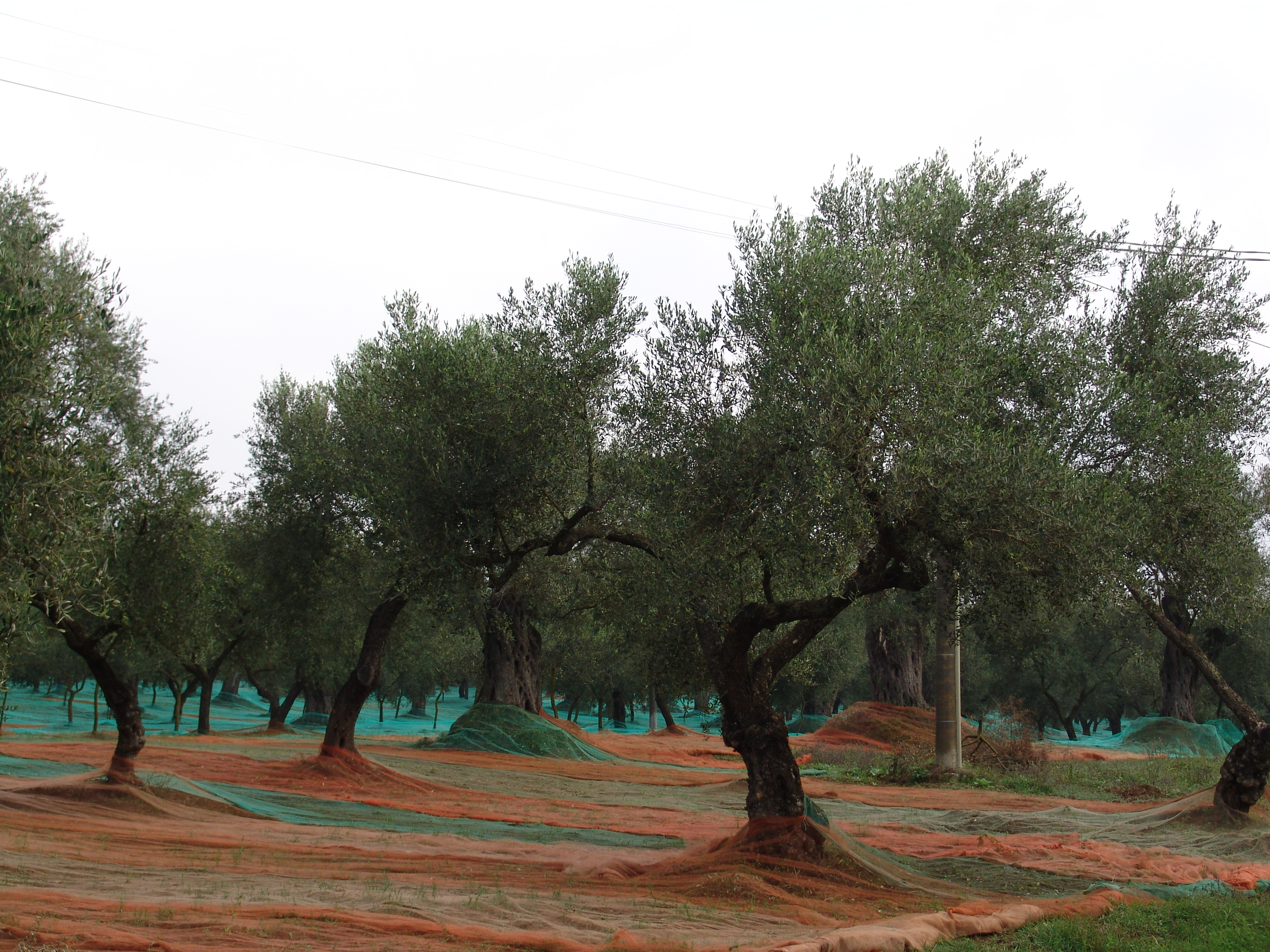
Albero di olivo
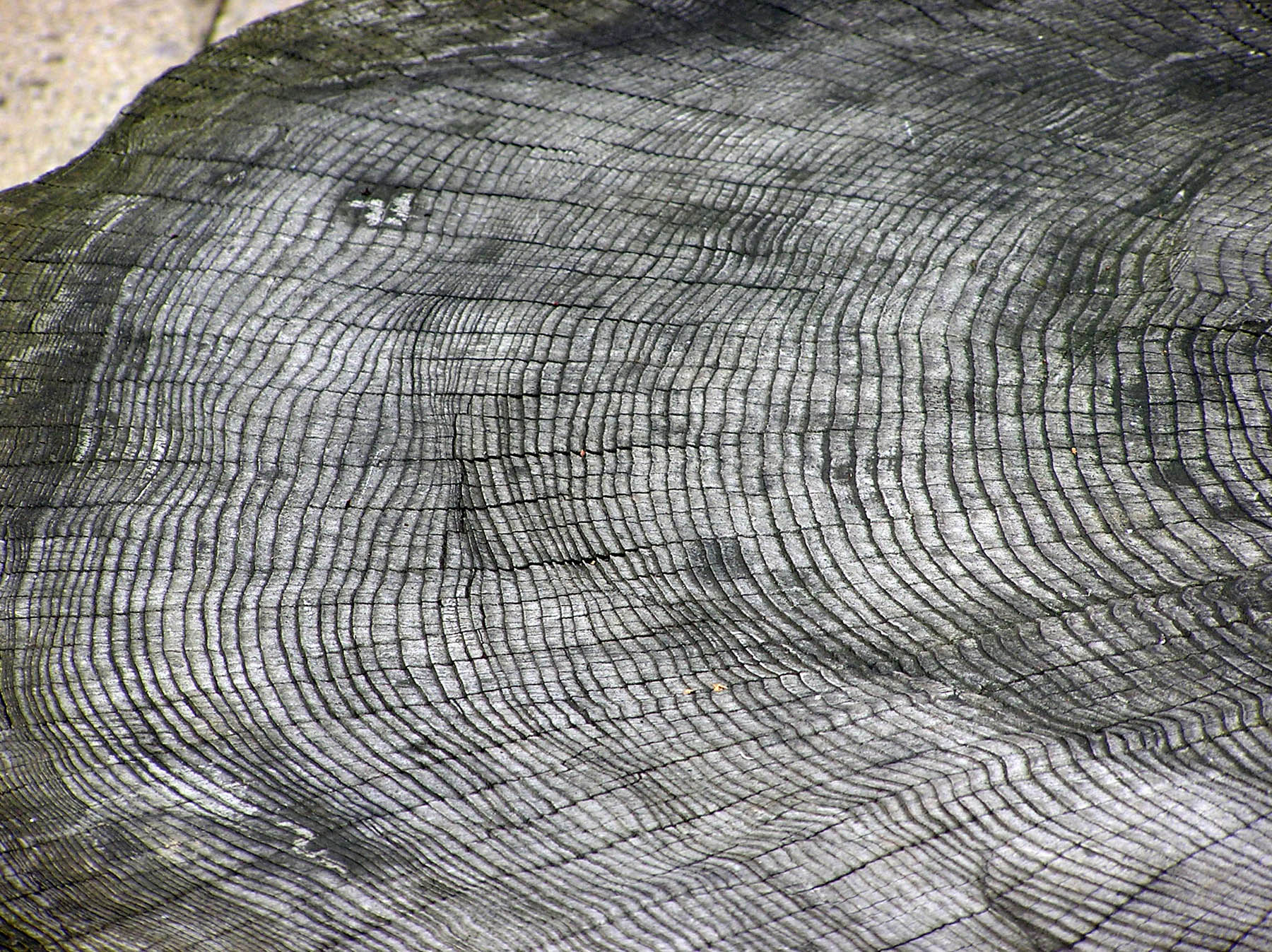
Gli anelli visibili dopo il taglio
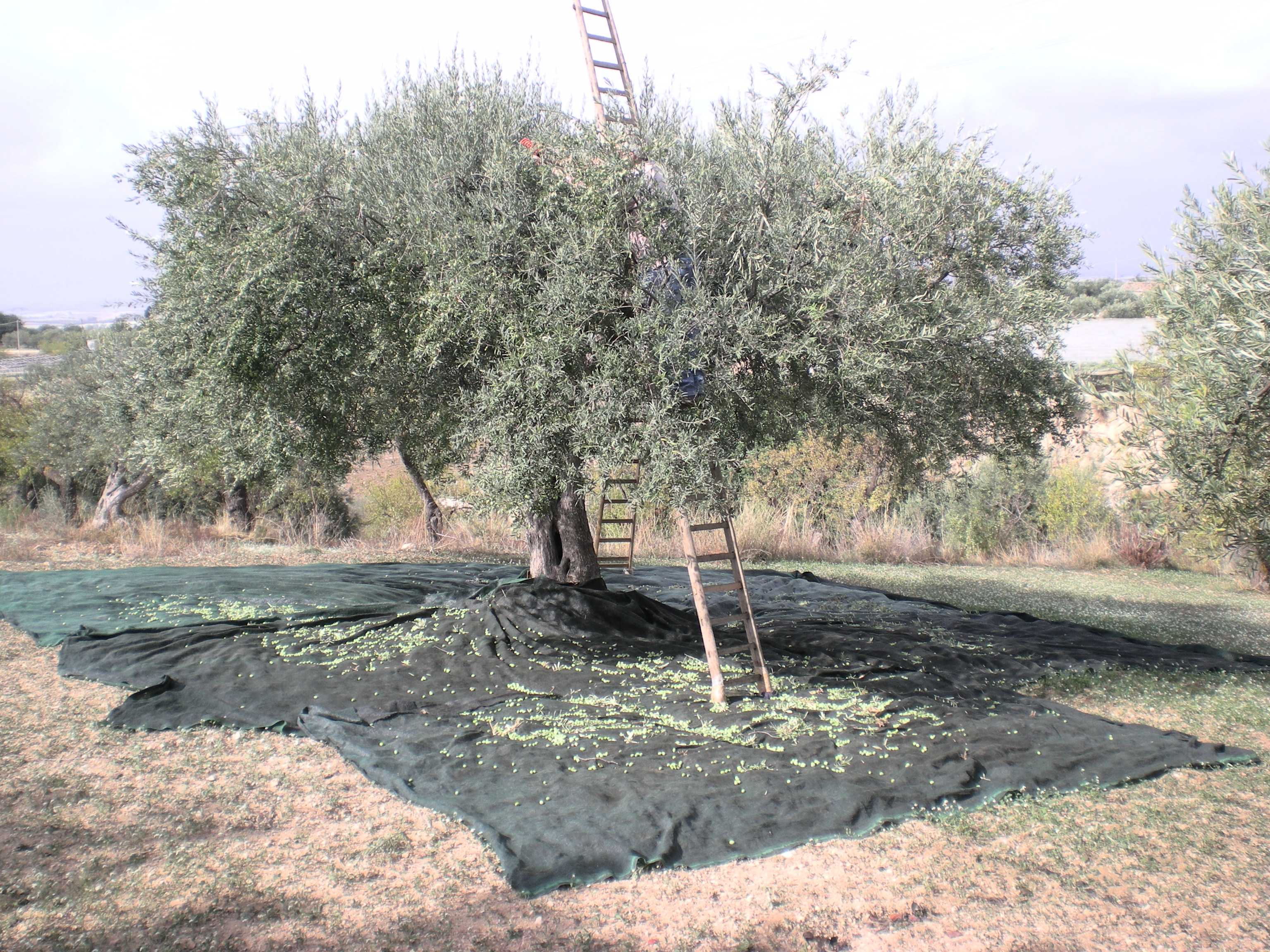
Olivo di Ragusa
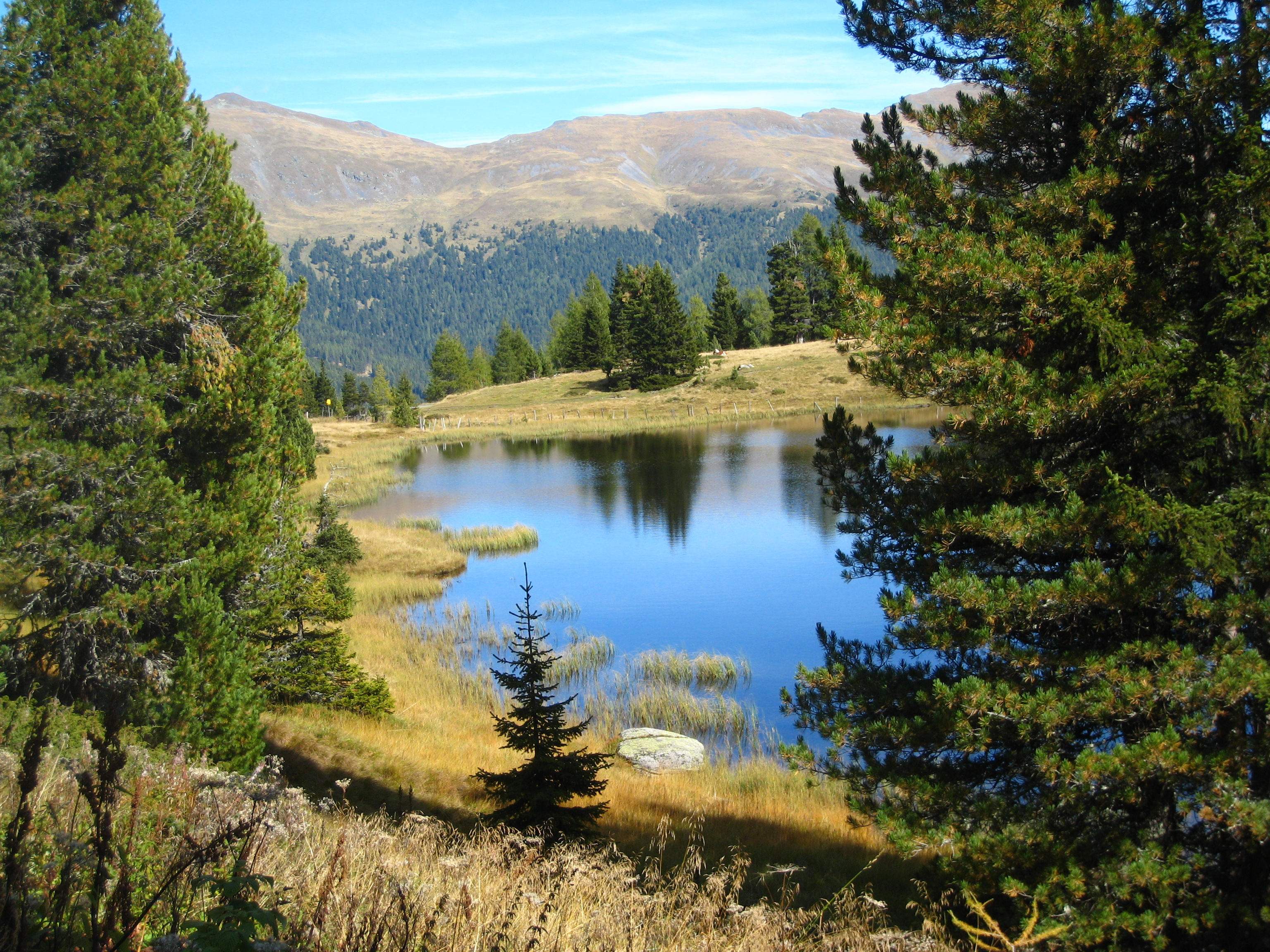
Sullo sfondo si vede come gli alberi non superino una certa altitudine